# أبراج أثينا
ابراج اثينا (اليونانية: Πύργος Αθηνών)، عبارة عن بنايتين في أثينا، اليونان ، يبلغ ارتفاع برج أثينا الأول 103م (338 قدمًا)  ويتكون من 28 طابقًا وهو أطول مبنى في الدولة، بينما يتكون برج أثينا الثاني من 15 طابقًا ويبلغ ارتفاعه 65 مترًا (213 قدمًا). 
بدأ البناء في عام 1968 واكتمل في عام 1971، في وقت اكتماله كان ثاني أطول مبنى في البلقان، يقع في حي أمبيلوكيبي في شارع الثاني، ميسوجيون، يتم استخدامه من قبل العديد من الشركات مثل"Interamerican" و "Alpha Bank".
نص غليظ
مهندس برج أثينا هو يوانيس فيكيلاس" Ioannis Vikelas"، الذي صمم أيضًا المبنى الرئيسي لمتحف "Goulandris" للفنون السيكلادية

## التاريخ
تم بناء برج أثينا في فترة لم يكن فيها قانون التطوير الذي يقيد الحد الأقصى لارتفاع المبنى نشطًا، حتى عام 1968، كان الحد الأقصى للارتفاع المسموح به للمبنى 35 مترًا ومن عام 1985 حتى الآن 27 مترًا وفي عام 1968، كان أطول مبنى في أثينا هو أثينا هيلتون المكون من 14 طابقًا، والذي تم الانتهاء منه في عام 1963 بدأ بناء برج أثينا في عام 1968 وتم تنفيذه من قبل أليفرتيس ديموبولوس "Αλβέρτης - Δημόπουλος (Alivertis-Dimopoulos) Α.Ε"، واحدة من أكبر شركات المقاولات في ذلك الوقت
لتشييد المبنى تم منح الموقع (2-4) شارع ميسوجيون، تم الانتهاء من تشييد المبنى في عام 1971، وخلال التسعينيات تم إضافة هوائيات الاتصالات على سطح المبنى.